# Pedopenna
A Pedopenna (jelentése 'lábtoll') a kis, tollas maniraptora dinoszauruszok egyik neme, amely a mai Kína Daohugou-padok nevű (Taohukou-padok) területén élt. Feltehetően korábban élt, mint az Archaeopteryx, de a Daohugou-padok kora jelenleg vitatott. Egyes becslések szerint a kora kréta korban keletkezett, míg a legutóbbi radiometrikus kormeghatározás szerint a középső jura végéről (a callovi korszakból, körülbelül 168–140 millió évvel ezelőttről) származik).
A Pedopenna neve a lábközépcsontnál talált hosszú evezőtollszerű tollakra utal; a faj neve, a daohugouensis pedig a lelőhelyre, ahol a holotípus példányt megtalálták. A Pedopenna daohugouensis hossza valószínűleg egy méter vagy annál valamivel kevesebb lehetett, de mivel az állat mindössze a hátsó lábai alapján ismert, a teljes méretét nehéz megbecsülni. A Pedopennát paravesként, az Aves kládot és legközelebbi rokonait tartalmazó maniraptora csoport tagjaként sorolták be.

## Anatómia
A Pedopenna lába hasonlít a rokonságába tartozó troodontidákéra és dromaeosauridákéra (melyek együtt alkotják a Deinonychosauria csoportot), bár általánosságban jóval kezdetlegesebb. A Pedopenna második lábujja nem specializálódott a deinonychosaurusokéhoz hasonló módon. Bár a Pedopenna rendelkezett a megrövidült második lábujjal és a rajta nőtt megnagyobbodott karommal, az nem volt annyira fejlett, erősen hajlott és sarlószerű, mint rokonaié.
Xu Xing (Hszü Hszing) és Zhang Fucheng (Csang Fu-cseng), a Daohugou-padokban talált Pedopenna fosszíliát a közeli rokonságába tartozó kezdetleges madarak maradványai alapján középső–késő jura korinak találták, ami támogatja azt az elméletet, amely szerint a madarak Ázsiából származnak.

### Tollak
A Pedopenna rokonságába tartozó madarak további bizonyítékkal szolgálnak a dinoszauruszok és a madarak evolúciós kapcsolatára. A Pedopennát a lába nagymértékben madárszerű csontszerkezete mellett a lábközépcsontjainál található evezőtollak is nevezetessé tették. Egyes deinonychosaurusoknál, például a Microraptornál szintén találtak „hátsó szárnyakat”, de a Pedopenna eltér ezektől az állatoktól. A Pedopenna hátsó szárnyai kisebbek és kerekebbek voltak. A leghosszabb tollak alig voltak hosszabbak a lábközépcsontnál, körülbelül 55 milliméteres hosszúságot értek el. Emellett a Pedopenna tollai a deinonychosaurusok és a madarak aszimmetrikus tollaitól eltérően szimmetrikusak voltak. Mivel az aszimmetrikus tollak a repüléshez adaptálódott állatokra jellemzőek, valószínű, hogy a Pedopenna e struktúrák korai változatával rendelkezett. Bár a fosszília toll-lenyomatai közül sok rossz állapotban őrződött meg, nyilvánvaló, hogy mindegyikhez szár és zászló tartozott, és bár a lábtollak pontos száma nem határozható meg pontosan, a mennyiségük meghaladta a Microraptor hátsó szárnytollaiét. A Pedopenna emellett bizonyítékkal szolgál arra, hogy a hosszú lábtollakon a modern madarakra jellemző fedőtollakhoz hasonló rövidebb tollak helyezkedtek el, Mivel a tollak aerodinamikai adaptációja kisebb mértékű volt, mint a Microraptor hátsó szárnytollaié, és kevésbé is tűnnek merevnek, felvetődött, hogy ha volt is némi aerodinamikai funkciójuk, az a deinonychosaurusok és a madarak tollaiénál kisebb jelentőségű lehetett. Xu és Zhang a Pedopennáról 2005-ben készült leírásukban kijelentették, hogy a tollak díszítésre szolgáltak vagy elcsökevényesedtek. Lehetséges, hogy a deinonychosaurusok és a madarak ősei hátsó szárnyakkal rendelkeztek, ami később, a madarak fejlődési vonalán elveszett, a Pedopenna pedig egy olyan átmeneti állapotot képvisel, amelynél a siklórepülést segítő hátsó szárny célja a párválasztás során történő pózolás vagy a hőszigetelés lett.

## Fordítás
- Ez a szócikk részben vagy egészben a Pedopenna című angol Wikipédia-szócikk ezen változatának fordításán alapul.  Az eredeti cikk szerkesztőit annak laptörténete sorolja fel. Ez a jelzés csupán a megfogalmazás eredetét és a szerzői jogokat jelzi, nem szolgál a cikkben szereplő információk forrásmegjelöléseként.